# Северобайкалска планинска земя
Северобайкалската планинска земя (на руски: Северо-Байкальское нагарье) е планинска земя в Южен Сибир, разположена в северната част на Република Бурятия и североизточната част на Иркутска област в Русия. Простира се на юг до Горноангарския хребет, на запад и северозапад с отстъп висок 1000 – 1200 m се спуска към долината на река Лена и Средносибирското плато, а на североизток долината на река Витим (десен приток на Лена) я отделя от Патомската планинска земя. Състои се от система от плосковърхи хребети с височина 1100 – 1600 m, разчленени от тесни долини, съвпадащи с тектонските разломи. Максимална височина връх Иняптук 2514 m (56°24′14″ с. ш. 111°05′07″ и. д. / 56.403889° с. ш. 111.085278° и. д.), издигащ се в южната ѝ част, на територията на Бурятия. Изградена е от метаморфни докамбрийски и долнопалеозойски скали, пронизани от интрузивни гранити. По най-високите части на хребетите има характерни следи от древни заледявания. От Северобайкалскта планинска земя водят началото си реки: десни притоци на Киренга (десен приток на Лена) – Миня, Кутима и др.; десни притоци на Лена – Чечуй, Чая, Голяма Чуя с притока си Малка Чуя и др.; леви притоци на Витим – Мама, Мамакан и др.; Тия, вливаща се в езерото Байкал. Дъната на долините и долните части на склоновете на хребетите са покрити с иглолистни и лиственични гори, развити върху маломощни чакълести почви, а нагоре следва планинска тундра. В района се разработват находища на слюда.

## Топографска карта
- О-49-В М 1:500 000[2]
- О-49-Г М 1:500 000[3]